# Тодупула Васанти
Тодупула Васанти (малаял. തൊടുപുഴ വാസന്തി; 1952 — 28 ноября 2017) — индийская актриса

, снявшаяся во второстепенных и отрицательных ролях примерно в 450 фильмах на малаялам, 16 сериалах и принявшая участие в более 100 театральных постановках.

## Биография
Родилась в деревне Манакуад в окрестностях Тодупулая (ныне в штате Керала).
Её отец К. Р. Рамакришнан Наир был актёром театра, а мать Панкаджакши Амма — танцевала на фестивалях Тируватира.
Первые шаги на сцене девочка сделала в раннем детстве в составе танцевальной труппы её отца. Сценическое имя Тодупула Васанти она получила от другой популярной актрисы — Адур Бхавани, вместе с которой играла в театре.
Васанти впервые появилась на экране в танцевальном номере фильма Dharmakshetre Kurukshetre в 1975 году, а первую значительную роль сыграла в фильме Ente Neelakasham четыре года спустя.
Исполненная ею роль Раджаммы в Yavanika режиссёра К. Г. Джорджа заработала высокую оценку и сделала её популярным именем в киноиндустрии.
Среди других известных работ актрисы фильмы Alolam (1982), Poochakkoru Mookkuthi (1984), Karyam Nissaram (1983), Nirakkoottu (1985), Godfather (1991), Vakkeel Vasudev (1993), Vesham (2004) и Sketch (2007).
До 2007 года у неё был крайне напряжённый график, включающий съёмки как минимум для двух фильмов в день.
За вклад в кинематограф в 2012 году актриса была отмечена Chalachithra Prathiba Award.
Васанти перестала сниматься после того, как у её отца диагностировали рак. Когда она вернулась на экраны спустя три года, такой же диагноз поставили её мужу Раджендрану. Он скончался в 2010 году, детей у супругов не было. Вскоре после этого умерла и её мать.
Когда её собственное здоровье перестало позволять ей активно сниматься в кино, она открыла танцевальную школу, которая просуществовала вплоть до 2015 года.
В последний раз она появилась на экране в провальном фильме Ithu Thanda Police в 2016 году.
Осложнения, вызванные диабетом, заставили врачей ампутировать актрисе правую ногу. Также у неё был обнаружен рак горла и почечная недостаточность.
24 ноября 2017 года Васанти была доставлена в госпиталь Важакулама, где скончалась спустя четыре дня в результате полиорганной недостаточности.